# 小笠原珠螺
小笠原珠螺（學名：Lunella ogasawarana）是一個蠑螺科珠螺屬的海生古腹足類腹足綱軟體動物。本物種其實早在1998年就已被發現，並紀錄在日本的RedBook，但要到2007年才被紀錄為一個新物種。

## 分布
本物種只分佈於日本小笠原群島的父島和兄島的平靜無波的巨石海岸的潮間帶。
螺殼最大約四公分左右。

## 參看
- 朝鮮珠螺

## 外部連結
- Gastropods.com: Lunella (Lunella) coreensis （页面存档备份，存于）